# Poręba (powiat buski)
Poręba – wieś w Polsce położona w województwie świętokrzyskim, w powiecie buskim, w gminie Gnojno.
| SIMC    | Nazwa  | Rodzaj  |
| ------- | ------ | ------- |
| 0238457 | Wygoda | kolonia |

W latach 1975–1998 miejscowość położona była w województwie kieleckim.